# Вудсток (Джорджія)
Вудсток (англ. Woodstock) — місто (англ. city) в США, в окрузі Черокі штату Джорджія. Населення — 35 065 осіб (2020).

## Географія
Вудсток розташований за координатами 34°6′8″ пн. ш. 84°30′58″ зх. д. / 34.10222° пн. ш. 84.51611° зх. д. (34.102171, -84.516173).  За даними Бюро перепису населення США в 2010 році місто мало площу 29,17 км², з яких 28,90 км² — суходіл та 0,27 км² — водойми. В 2017 році площа становила 31,39 км², з яких 31,11 км² — суходіл та 0,28 км² — водойми.

## Демографія
Згідно з переписом 2010 року, у місті мешкало 23 896 осіб у 9580 домогосподарствах у складі 6137 родин. Густота населення становила 819 осіб/км².  Було 10298 помешкань (353/км²).
Расовий склад населення:
| - 79,3 % — білих - 10,2 % — чорних або афроамериканців - 4,5 % — азіатів - 0,2 % — корінних американців - 2,7 % — осіб інших рас |

До двох чи більше рас належало 3,1 %. Частка іспаномовних становила 9,7 % від усіх жителів.
За віковим діапазоном населення розподілялося таким чином: 26,5 % — особи молодші 18 років, 65,0 % — особи у віці 18—64 років, 8,5 % — особи у віці 65 років та старші. Медіана віку мешканця становила 34,0 року. На 100 осіб жіночої статі у місті припадало 88,4 чоловіків;  на 100 жінок у віці від 18 років та старших — 84,1 чоловіків також старших 18 років.
Середній дохід на одне домашнє господарство  становив 80 313 долари США (медіана — 68 504), а середній дохід на одну сім'ю — 91 037 доларів (медіана — 83 219). Медіана доходів становила 64 012 долари для чоловіків та 45 602 долари для жінок. За межею бідності перебувало 7,0 % осіб, у тому числі 7,4 % дітей у віці до 18 років та 7,7 % осіб у віці 65 років та старших.
Цивільне працевлаштоване населення становило 13 209 осіб. Основні галузі зайнятості: освіта, охорона здоров'я та соціальна допомога — 17,9 %, роздрібна торгівля — 13,6 %, науковці, спеціалісти, менеджери — 12,0 %, фінанси, страхування та нерухомість — 11,4 %.